# Ernst August Delius

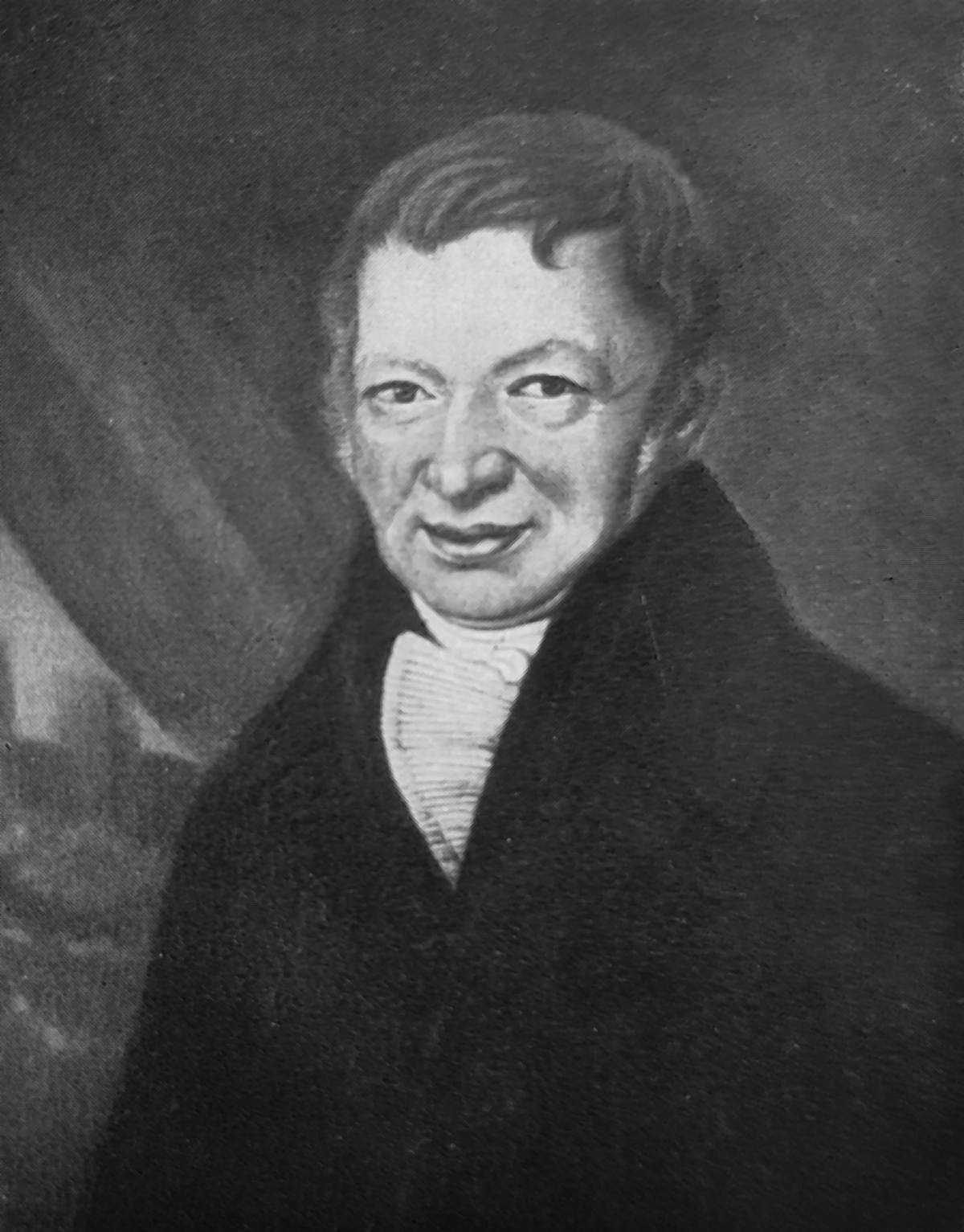
Ernst August Delius (1763–1839)

Ernst August Delius (* 31. August 1763 in Bielefeld; † 1839) war Kaufmann und Senator in Bielefeld. Er gründete 1787 in Bielefeld eine Leinenhandlung und verkaufte ab 1794 Leinen von Delius auch international nach Amerika und Westindien.

## Leben und Wirken
Ernst August Delius war Sohn von Daniel Adolf Delius. Er absolvierte nach der Schule eine Banklehre in Berlin. 1787 wurde er in den Magistrat der Stadt Bielefeld gewählt.
Am 23. Juli 1788 heiratete er in Versmold Philippina Christina Elisabeth Delius, eine Cousine zweiten Grades und Tochter des Versmolder Bürgermeisters und Leinenhändlers Anton Heinrich Delius. Die gemeinsamen Kinder waren unter anderem Gustav Delius und Gottfried Delius.
Ernst August Delius war 1807 Vertreter Ravensbergs in Paris, wo nach dem Zusammenbruch Preußens und der Gründung des Königreichs Westphalen durch Napoleon Vertreter der verschiedenen Provinzen des neuen Königreichs den König Jérôme (Bruder Napoleons) begrüßten, seiner Vermählung beiwohnten und an der Verfassung mitwirkten. Ein besonderer Ehrentag für ihn war, als 1821 König Friedrich Wilhelm III. als Gast in seinem Hause weilte.
Er war Mitbegründer der Gesellschaft „Ressource“, in die später alle führenden Fabrikunternehmen und Handelshäuser eintraten, sowie Mitbegründer einer Freimaurerloge.